# Burg Randeck (Landkreis Esslingen)
Die Ruine Randeck ist eine abgegangene Höhenburg bei 790 m ü. NHN an der Gemarkungsgrenze zu Ochsenwang, ein Ortsteil der Gemeinde Bissingen an der Teck, aber noch auf Neidlinger Flur, im Landkreis Esslingen in Baden-Württemberg. In der Literatur wird in den meisten Fällen als zugehöriger Ort Ochsenwang angegeben.

## Geschichte
Die ehemalige, 1200 Meter südlich des Ortes Hepsisau, und direkt am Albtrauf gelegene Burg wurde in der zweiten Hälfte des 13. Jahrhunderts von Konrad von Neidlingen erbaut. Der Erste, der sich nach der Burg benannte, war sein Sohn Heinrich von Randeck in einer Urkunde von 1292. Das Gebäude wurde bis ins 15. Jahrhundert von der Familie von Randeck bewohnt. 
Auf einer Forstkarte, die 1589 von Georg Gadner gezeichnet wurde, ist das Gebäude noch zu sehen. Auf der Kieserschen Forstkarte aus den Jahren 1680 bis 1687 ist nur noch das Mauerwerk eingezeichnet. Randeck war jetzt also eine Ruine. Spuren des Burggrabens sind noch heute zu sehen.

## Namensgeberin
Burg Randeck ist Namensgeberin des circa einen Kilometer westlich der Burgstelle gelegenen Randecker Maars.

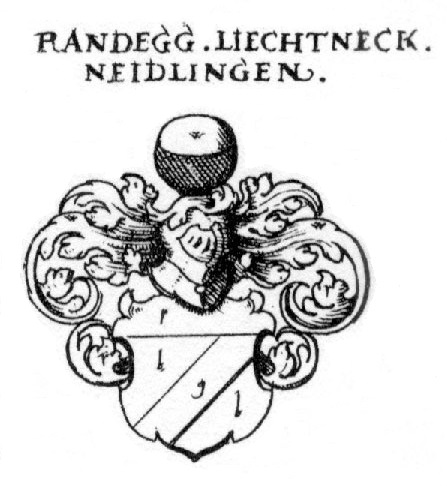
Wappen der Burgherren
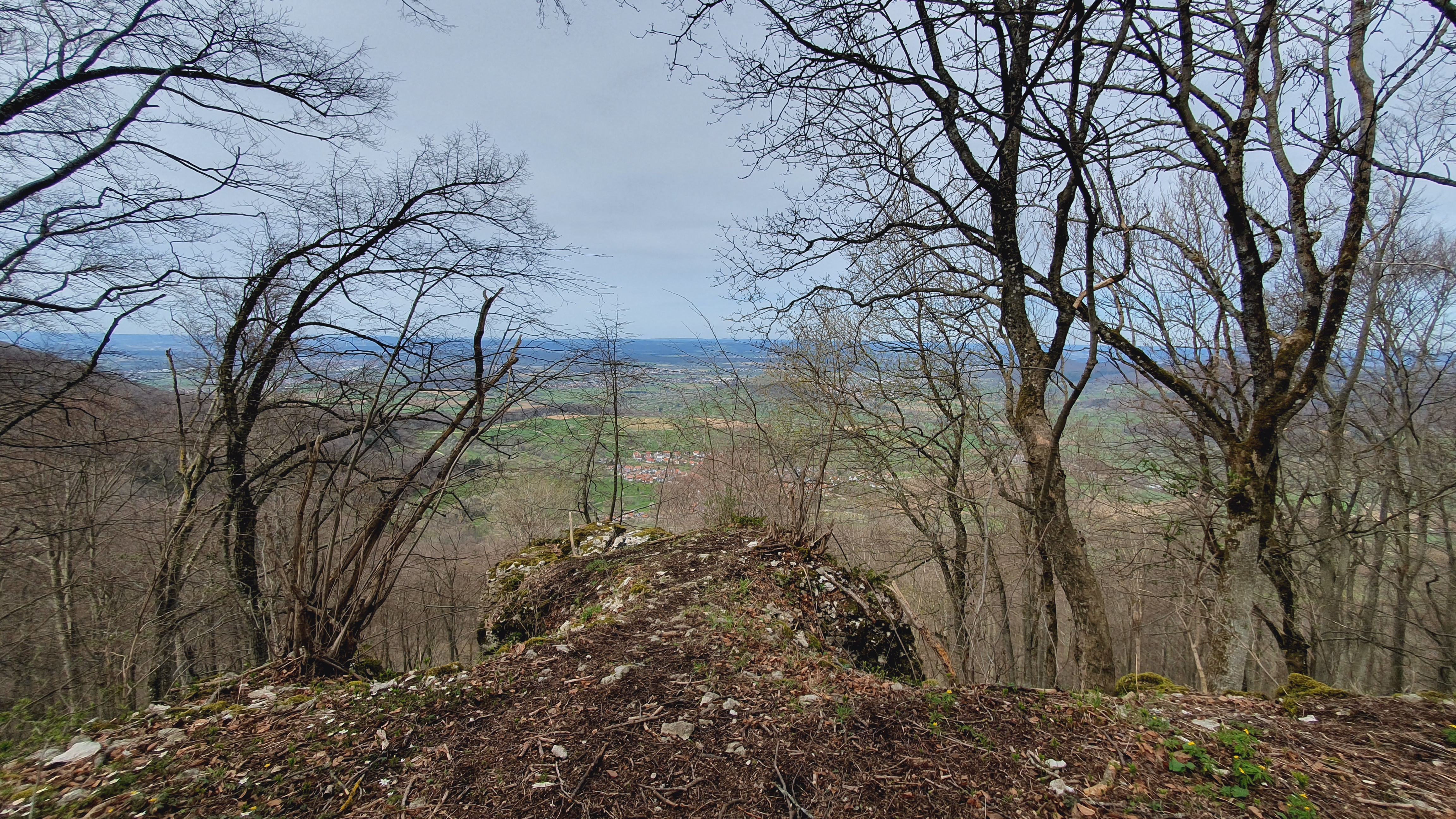
Blick vom Burgfelsen ins Tal
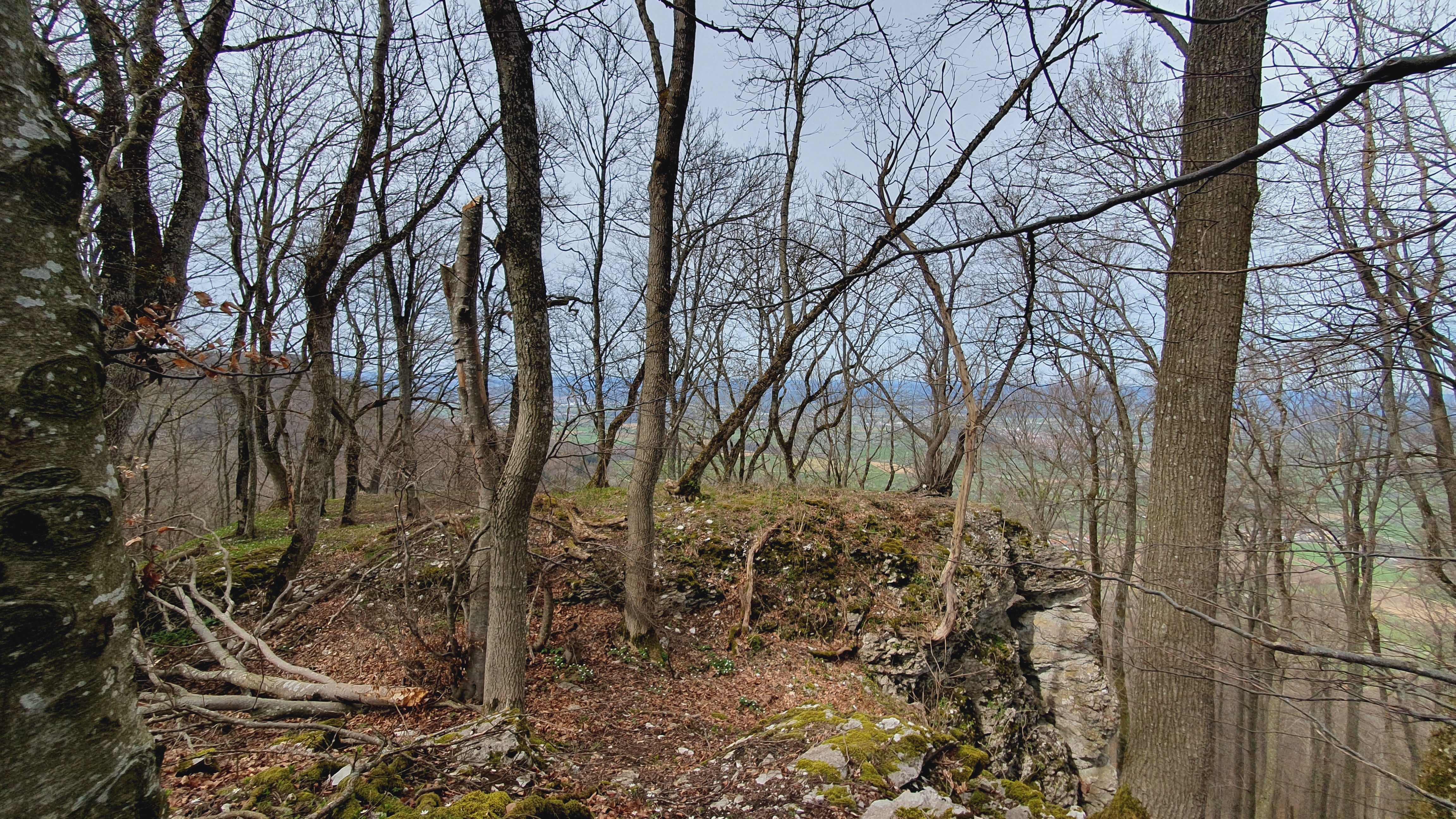
Der Burgfelsen / Burgstall
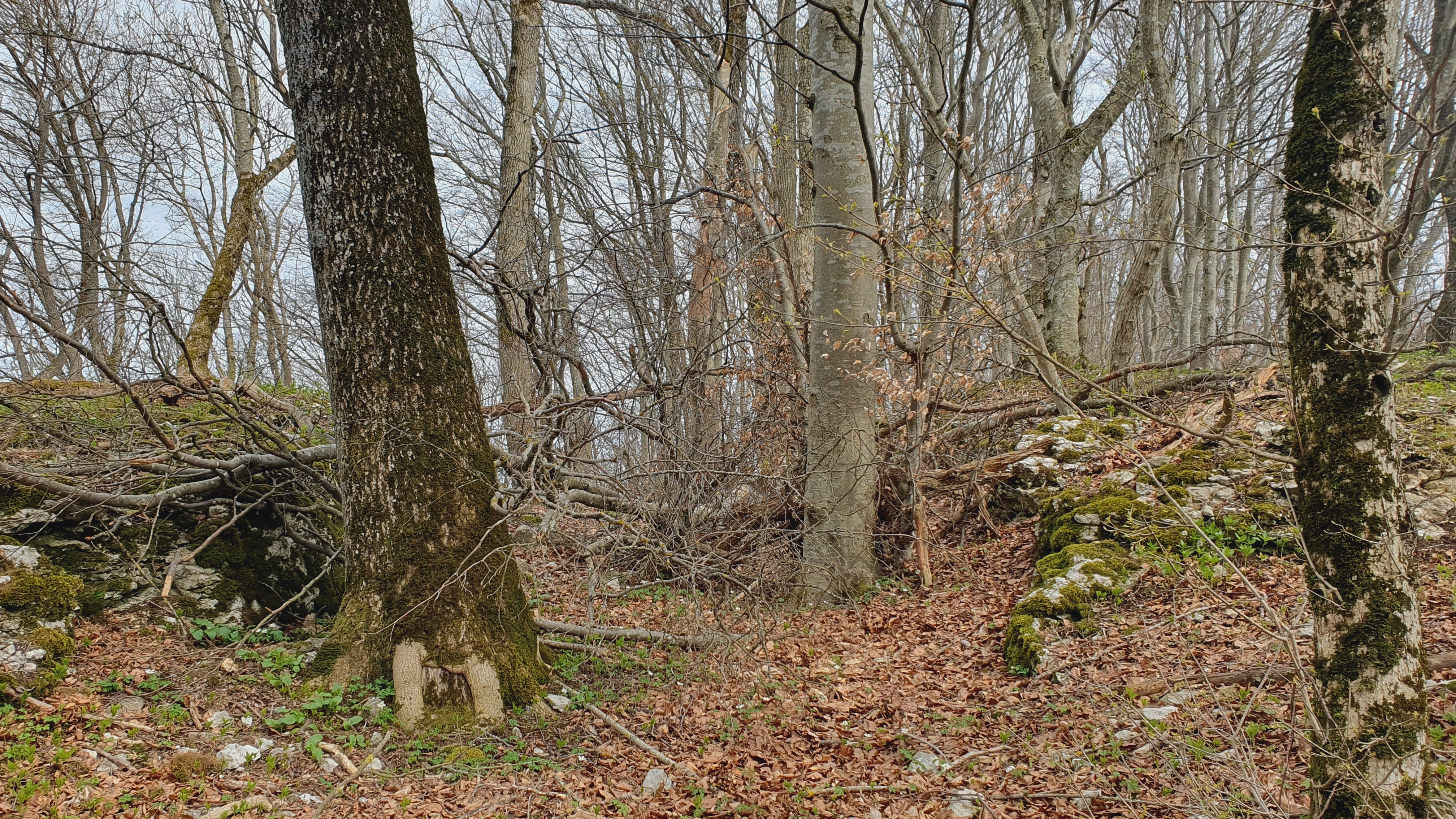
Der fast verschliffene Halsgraben
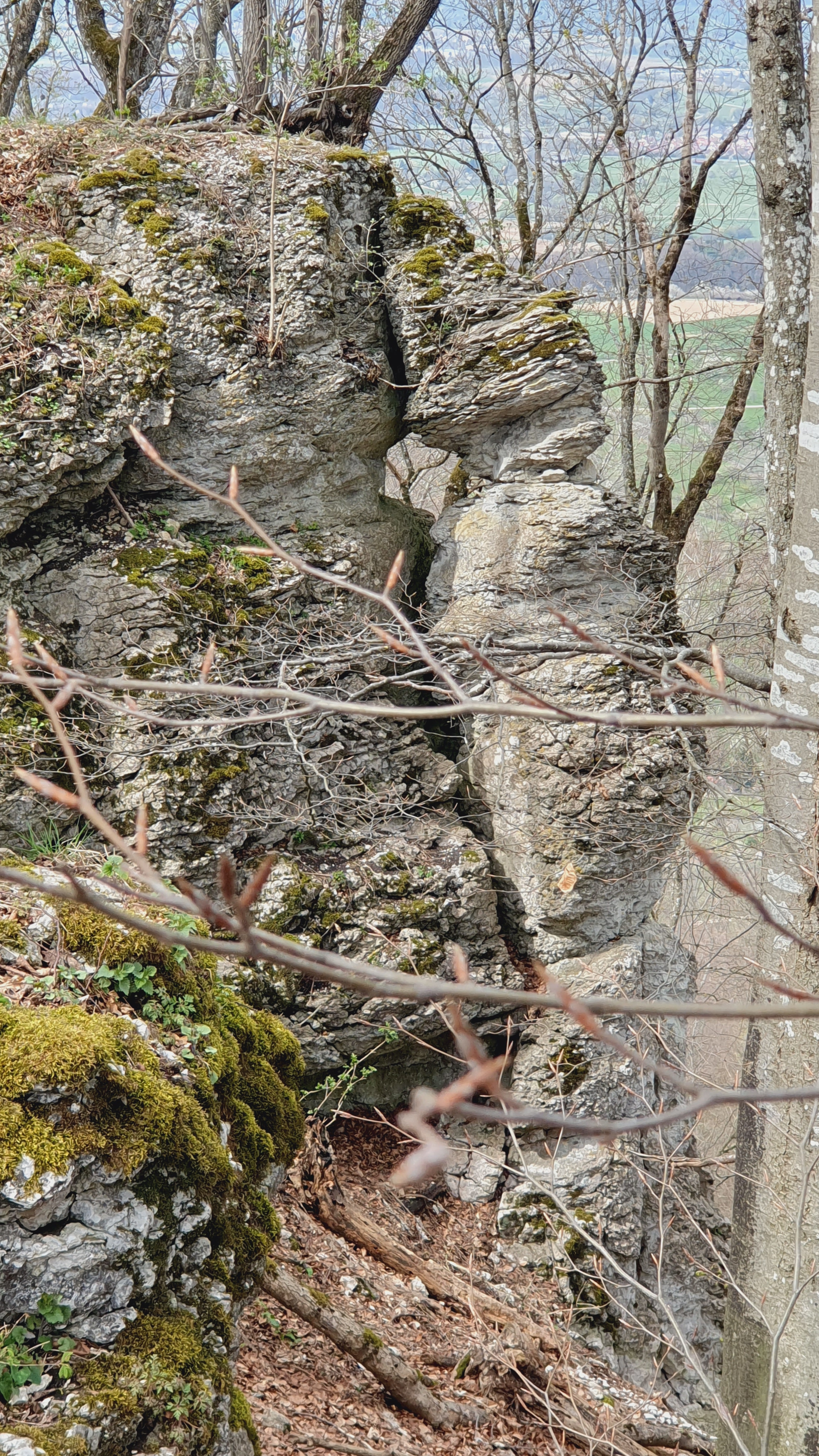
Natürliche Felsformation am Burgfelsen